# St. Antonius (Gerolstein-Roth)

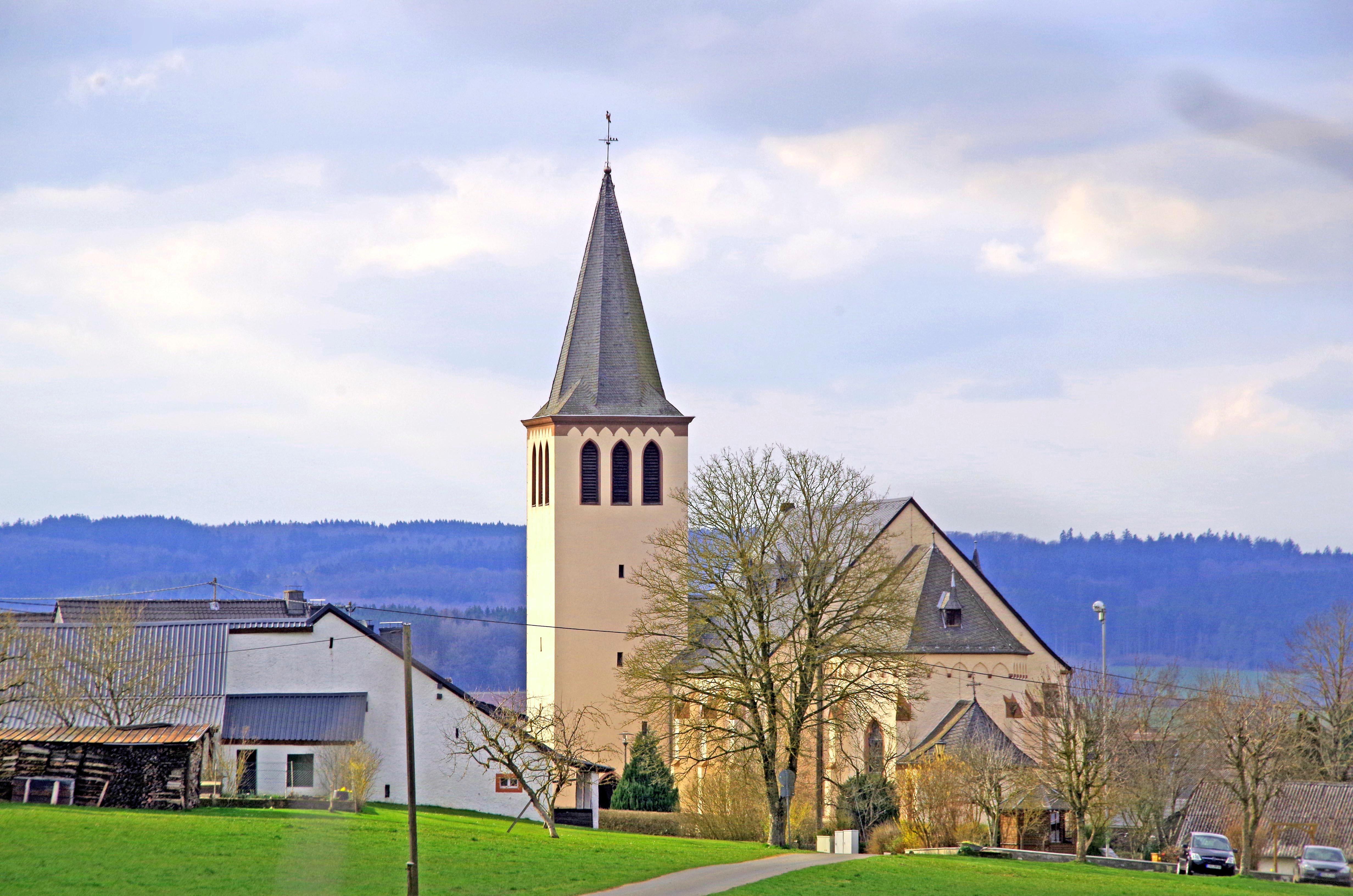
St. Antonius (Gerolstein-Roth)

Die Kirche St. Antonius ist die römisch-katholische Pfarrkirche von Roth (Ortsteil von Gerolstein) im Landkreis Vulkaneifel in Rheinland-Pfalz. Die Pfarrei gehört zur Pfarreiengemeinschaft Gerolsteiner Land im Bistum Trier.

## Geschichte

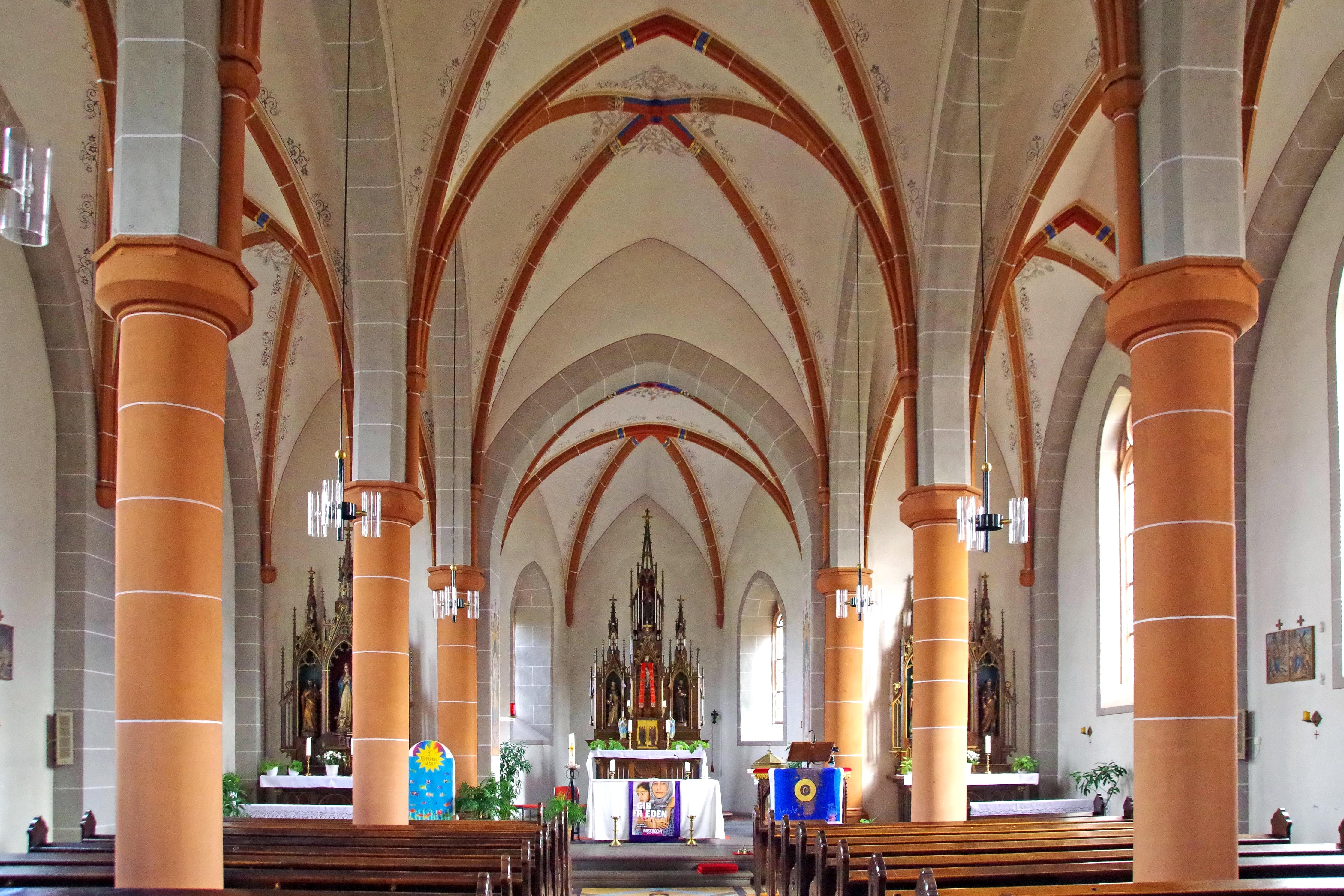
St. Antonius (Gerolstein-Roth)

Eine Kapelle ist in Roth erstmals 1505 bezeugt. Seit 1701 ist Roth selbständige Pfarrei. Die heutige Kirche wurde 1892 als großer neugotischer Saalbau (dreischiffig mit 6 Pfeilern) errichtet. Kirchenpatron ist Antonius der Große.

## Ausstattung
Die Kirche verfügt über einen neugotischen Hochaltar. Bemerkenswert ist der aufwendig gestaltete Ambo (mit dreiseitiger bunter Reliefbebilderung). Die 1910 gebaute Klais-Orgel wurde 1961 von der Firma Sebald umgebaut.